# Усачёв, Сергей Анатольевич
Сергей Анатольевич Усачёв (род. 15 августа 1960 года, Сыктывкар, Коми АССР, РСФСР, СССР) — российский политический деятель, председатель Государственного Совета Республики Коми с 24 сентября 2020 года. 

## Биография

### Ранние годы
Родился в Сыктывкаре 15 августа 1960 года. 

### Образование
Окончил в 1983 году Сыктывкарский государственный университет по специальности «Физика», а затем в 2001 году Северо-Западную академию государственной службы Российской академии государственной службы при Президенте Российской Федерации по специальности «Юриспруденция». Кандидат политических наук. Диссертация на тему "Роль региональных институтов политической власти в развитии предпринимательства (на примере Республики Коми)" была подготовлена и успешно защищена в 2007 году. 

### Трудовая деятельность
В 1977 году стал работать грузчиком ОРСа Вычегодского судостроительно-судоремонтного завода, затем рабочим Сыктывкарского лесопильно-деревообрабатывающего комбината. С 1977 по 1978 годы – лаборант СПТУ № 1 в городе Сыктывкаре. С 1978 года трудился рабочим ЦДО Вычегодского судостроительно-судоремонтного завода. С 1982 по 1983 годы работал лаборантом, затем инженером в Сыктывкарском государственном университете. 
С 1982 по 1985 годы проходил службу в рядах Советской Армии. 
Демобилизовавшись, работал сортировщиком на Сыктывкарском лесопильно-деревообрабатывающем комбинате.
С 1985 по 1986 годы преподавал физику в Сыктывкарском техникуме советской торговли. 
С 1986 по 1999 годы служил в органах государственной безопасности СССР и Российской Федерации.
В 1999 году назначен исполнительным директором КРОПО "Ассоциация правоохранительных органов Российской Федерации". С 1999  по 2015 годы работал в должности руководителя Службы Республики Коми по лицензированию. 
С 2016  по 2020 годы трудился в должности генерального директора АО "Сыктывкарский ликеро-водочный завод".

### Политическая деятельность
В 2018 году Усачёв избирается в региональный парламент и возглавляет фракцию «Единая Россия».
В 2020 году переизбирается в парламент по спискам партии. 24 сентября 2020 года был избран Председателем Государственного Совета Республики Коми. 

## Награды
- юбилейная медаль "70 лет Вооруженных Сил СССР" (1988);
- медаль "За отличие в военной службе" III степени (1997);
- Почетная грамота Республики Коми (2009);
- знак отличия "За заслуги перед Республикой Коми" (2010);
- почетный знак "90 ЛЕТ РЕСПУБЛИКЕ КОМИ" (2011);
- почетное звание "Заслуженный работник Республики Коми" (2015);
- Почетная грамота Министерства юстиции Российской Федерации (2015);
- Почетная грамота Государственного Совета Республики Коми (2020).